# L'Étalon blanc
L'Étalon blanc (Airs Above the Ground) est un roman de Mary Stewart, publié pour la première fois en 1965. Le titre dérive du dressage classique et des gracieux airs relevés, les mouvements de la haute école pour lesquels des races spéciales de chevaux, en particulier les Lipizzans, sont hautement entraînées. Ces mouvements entraînés étaient autrefois utilisés par le cheval pour aider les soldats à cheval au combat.

## Présentation de l'intrigue
Mary Stewart est connue pour avoir élevé le genre des romans à suspense romantiques à un niveau supérieur et plus instruit avec un nouveau type (pour l'époque) d'héroïne intelligente[réf. à confirmer] . Airs Above the Ground est un mystère de meurtre romantique qui se déroule en Autriche. Au centre de l'histoire se trouve un cheval de l'école espagnole d'équitation de Vienne, que l'auteur a décrit avec la permission du directeur, le colonel Aloïs Podhajsky, non seulement pour l'utilisation de l'école, mais de lui-même dans l'histoire. L'histoire évoque le sens vif et précis de l'emplacement, pour lequel Stewart est bien connue et aimée. L'autrice, dans une interview des années plus tard, raconte avoir entendu l'histoire d'un cheval qui était attaché dans un champ, et le cheval, après avoir entendu une chanson sur un autoradio à proximité, a commencé tout seul à faire une danse qu'il devait avoir été formé pour effectuer. Cette histoire obsédante était la graine autour de laquelle ce roman a été construit.

## Résumé de l'intrigue
Vanessa March est mariée à Lewis, qui travaille pour le service commercial de Pan-European Chemicals.
Prenant le thé avec l'amie d'école de sa mère, Carmel Lacy, chez Harrods, elle apprend que Lewis, qu'elle croit être à Stockholm pour affaires, apparaît dans un reportage sur un incendie de cirque en Autriche. Carmel, supposant que Vanessa rejoindra Lewis en Autriche, lui demande d'accompagner son fils de dix-sept ans, Timothy, qui veut rendre visite à son père divorcé à Vienne.
Voyant les actualités par elle-même, Vanessa voit Lewis en Autriche – avec son bras autour d'une fille blonde. Lorsqu'elle reçoit un message de Lewis portant le cachet de la poste de Stockholm, Vanessa accepte immédiatement de se rendre en Autriche, ignorant que ce faisant, elle met en danger son mari et elle-même.
L'histoire se déroule dans un contexte de vie de cirque, de biens volés, de contrebande internationale et d'un vieux mystère impliquant la disparition d'un célèbre étalon lipizzan et de son palefrenier.